# Sleater-Kinney
Pour les articles homonymes, voir Kinney.
Sleater-Kinney est un groupe féminin de punk rock américain, originaire d'Olympia, dans l'État de Washington. Le groupe est formé par les deux guitaristes Corin Tucker et Carrie Brownstein, et de la batteuse Janet Weiss jusqu'à 2019. Le groupe est très influencé par le mouvement riot grrrl des années 1990.

## Biographie

### Débuts (1994–1999)
Sleater-Kinney est formé au début de 1994 à Olympia, dans l'État de Washington, par Corin Tucker et Carrie Brownstein. Le nom du groupe s'inspire de la Sleater Kinney Road, à Lacey,. L'un des premiers lieux de répétition du groupe était justement cette fameuse Sleater Kinney Road. Tucker est anciennement membre du groupe de riot grrrl Heavens to Betsy, et Brownstein du groupe Excuse 17. Jouant ensemble lors de concerts, elles forment Sleater-Kinney comme projet parallèle à leurs groupes respectifs. Après la séparation de Heavens to Betsy et Excuse 17, Sleater-Kinney devient leur principale préoccupation. Janet Weiss de Quasi est le batteuse qui est restée la plus longtemps au sein du groupe, bien que ce dernier en compte plusieurs comme Lora Macfarlane, Misty Farrell, et Toni Gogin.
Leur premier album Sleater-Kinney paraît en 1995. Il est publié au printemps. Par la suite sort les albums Call the Doctor (1996) et Dig Me Out (1997). Dès Dig Me Out, Janet Weiss devient leur batteuse. En 1999 sort leur quatrième album, The Hot Rock, classé parmi « les 50 (17/50) plus grands albums de tous les temps » dans la catégorie Women who rock par Rolling Stone

### Autres albums (2000–2006)

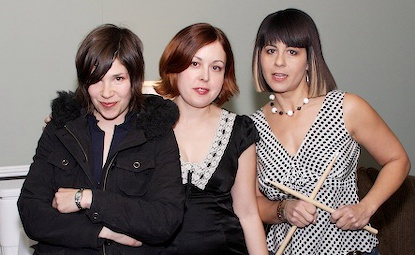
Sleater-Kinney en 2006. De gauche à droite : Carrie Brownstein, Corin Tucker, et Janet Weiss.

À partir de 2002 et leur album One Beat, Sleater-Kinney connaît une popularité qui dépasse le mouvement punk rock sans pour autant renier ses valeurs féministes, punk et rock indépendant. Depuis 1997, leurs albums sont distribués par le label indépendant Kill Rock Stars. Leur dernier album en date (The Woods) est, lui, distribué par le label Sub Pop, situé à Seattle. Il n'y a pas, techniquement, de bassiste dans le groupe mais Corin descend de plusieurs tons pour remplir ce rôle. Janet Weiss joue en parallèle avec son groupe Quasi. Corin Tucker jouait auparavant dans Heavens to Betsy, un groupe influent dans le mouvement riot grrrl et Carrie dans le groupe Excuse 17 faisant partie du mouvement queercore. Corin est aussi membre du duo Cadallaca avec Sarah Dougher mais ce groupe est en sommeil.
Le groupe annonce officiellement sa séparation le 6 juillet 2006. Il assurera la fin de sa tournée américaine. Le groupe indique sur son site Internet : « Après 11 ans d'activité, Sleater-Kinney a décidé de se mettre en pause pour une durée indéterminée. Les concerts à venir cet été seront nos derniers. Pour le moment, aucun projet d'enregistrement et de tournée n'est prévu. Nous nous sentons chanceuses d'avoir pu bénéficier du soutien de gens fantastiques durant toutes ces années. Nous tenons à remercier toutes les personnes ayant travaillé avec nous, qui nous ont soutenus parce qu'ils ont écrit sur nous, ceux qui ont partagé des affiches ainsi que ceux qui nous ont inspirés. Mais avant tout nous tenons à exprimer notre gratitude à nos fantastiques fans. Vous avez été une part importante dans notre histoire depuis nos débuts. Nous n'aurions pas pu faire notre musique sans votre enthousiasme, votre passion et votre loyauté. C'est vous qui avez fait en sorte que ce voyage vaille la peine d'être vécu. Merci. Sleater-Kinney ».

### Retour (depuis 2014)
Le groupe reprend ses activités en 2014, et publie l'album No Cities to Love le 20 janvier 2015 sur le label Sub Pop,. Les critiques sont unanimement positives.

## Discographie

### Albums studio
- 1995 : Sleater-Kinney (Chainsaw Records)
- 1996 : Call the Doctor (Chainsaw Records)
- 1997 : Dig Me Out (Kill Rock Stars)
- 1999 : The Hot Rock (Kill Rock Stars)
- 2000 : All Hands on the Bad One (Kill Rock Stars)
- 2002 : One Beat (Kill Rock Stars)
- 2005 : The Woods (Sub Pop Records)
- 2015 : No Cities to Love (Sub Pop Records)
- 2019 : The Center Won't Hold (Mom+Pop Music)
- 2021 : Path of Wellness (Mom+Pop Music)
- 2024 : Little Rope (Loma Vista Recordings)

### Compilations & Live
- 2017 : Live in Paris (Sub Pop Records)